# 17199 Jasonliu
17199 Jasonliu este o planetă minoră (asteroid), cu un diametru de 7,256 km, din centura de asteroizi. A fost descoperită pe 3 ianuarie 2000 la Experimental Test Site⁠(d) de Lincoln Near-Earth Asteroid Research. 
Obiectul prezintă o orbită caracterizată de o semiaxă mare de 3,0139127 UAi, o excentricitate de 0,0851386, o înclinație de 9,57575 ° în raport cu ecliptica.